# Uwe Murmann
Uwe Murmann (* 1963) ist ein deutscher Jurist und Hochschullehrer.

## Leben
Nach dem Studium der Rechtswissenschaften an der Johann Wolfgang Goethe-Universität Frankfurt am Main absolvierte Murmann 1988 das erste juristische Staatsexamen. Im Jahr 1991 wurde er bei Ernst Amadeus Wolff promoviert. Daran schloss sich das Rechtsreferendariat am Landgericht Darmstadt an, das er 1994 mit dem zweiten juristischen Staatsexamen abschloss.
Anschließend war Murmann als Rechtsanwalt auf dem Gebiet des Wirtschaftsstrafrechts in Frankfurt am Main tätig, bevor er als wissenschaftlicher Assistent am Institut für Strafrecht und Rechtstheorie der Albert-Ludwigs-Universität Freiburg bei Wolfgang Frisch arbeitete. Mit einem Habilitationsstipendium der Deutschen Forschungsgemeinschaft wurde er 2003 habilitiert und es wurde ihm die Lehrbefugnis für die Fächer Strafrecht, Strafprozessrecht und Rechtsphilosophie verliehen.
Nach Lehrstuhlvertretungen an den Universitäten Freiburg und Erlangen wurde Murmann Staatsanwalt und sodann Strafrichter in Berlin.
Einen Ruf auf die Professur für Strafrecht und Rechtsphilosophie der Ludwig-Maximilians-Universität München lehnte er ab und folgte zum Wintersemester 2006/07 einem Ruf der Georg-August-Universität Göttingen auf den Lehrstuhl für Strafrecht und Strafprozessrecht (Nachfolge Fritz Loos).

## Veröffentlichungen (Auswahl)
- Die Nebentäterschaft im Strafrecht. Ein Beitrag zu einer personalen Tatherrschaftslehre, Duncker u. Humblot, Strafrechtliche Abhandlungen Bd. 81, Berlin 1993 (zugl. Dissertation)
- Versuchsunrecht und Rücktritt, C.F. Müller, Heidelberg 1999
- Die Selbstverantwortung des Opfers im Strafrecht, Springer, Berlin/Heidelberg 2005 (zugl. Habilitationsschrift)
- Grundlagen und Dogmatik des gesamten Strafrechtssystems – Festschrift für Wolfgang Frisch zum 70. Geburtstag, Duncker u. Humblot, Schriften zum Strafrecht Bd. 244, Berlin 2013 (gemeinsam mit Georg Freund, René Bloy und Walter Perron)
- Prüfungswissen Strafprozessrecht, C.H. Beck, JuS-Schriftenreihe (Bd. 175), 4. Auflage 2019
- Grundkurs Strafrecht, C.H. Beck, 6. Auflage 2021

## Belege
1. ↑  Georg-August-Universität Göttingen: Prof. Dr. Uwe Murmann - Lebenslauf. Abgerufen am 16. Juni 2019.
2. ↑  Duncker & Humblot: Uwe Murmann - Lebenslauf. Abgerufen am 16. Juni 2019.

| Personendaten    | Personendaten                        |
| ---------------- | ------------------------------------ |
| NAME             | Murmann, Uwe                         |
| KURZBESCHREIBUNG | deutscher Jurist und Hochschullehrer |
| GEBURTSDATUM     | 1963                                 |